# Backsteinkirche Axien
Die Backsteinkirche Axien wurde um 1170 während der Zeit der Christianisierung dieser Region erbaut. Neben der Pötnitzer Kirche ist sie eines der südlichsten Bauwerke der romanischen Backsteinarchitektur in Sachsen-Anhalt. Die ältesten erhalten gebliebenen Kalkmalereien im Chorraum werden auf das Jahr 1235 datiert. Auch aufgrund dieser Wandbilder wird das unter Denkmalschutz stehende Gebäude als eine der kulturgeschichtlich wertvollsten Kirchen im mitteldeutschen Raum genannt.

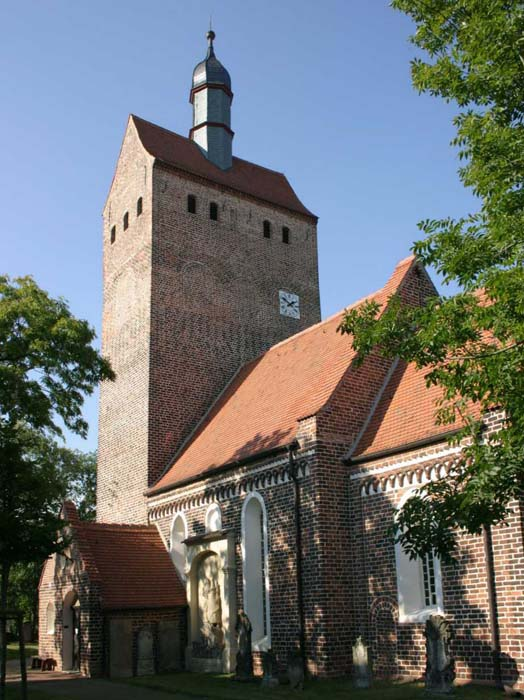
Kirche Axien

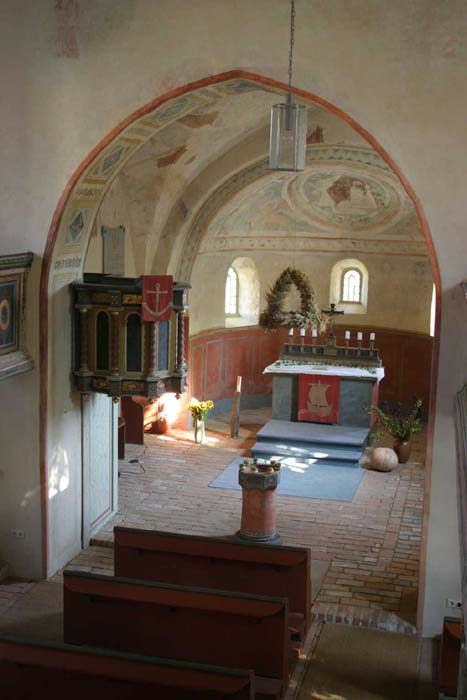
Chorraum der Kirche

## Beschreibung
Den spätromanischen Backsteinbau in vollständiger Anlage kennzeichnen ein flach gedecktes Kirchenschiff, der kreuzgratgewölbte Chorraum, die Apsis sowie der um das Jahr 1675 vergrößerte Westquerturm. Die als Rundbogen ausgeführten Schallöffnungen im Glockengeschoss des Turmes stammen wahrscheinlich aus spätgotischer Zeit.
Kreuzbogenfriese finden sich an Chor, Apsis und Kirchenschiff. Die Fenster der Apsis sind im Original erhalten. Die restlichen Öffnungen des Sakralbaues wurden während der barocken Umgestaltung um 1680 erweitert. Ebenso wurde der Chor an der Nordseite durch einen Sakristeianbau ergänzt. Kirchenschiff und Chorraum sind durch einen spitzbogigen Triumphbogen voneinander getrennt. Die Wandmalereien in Chorraum und Apsis stammen aus der Zeit um 1235. Sie wurden 1908 entdeckt, 1914 teilweise freigelegt und während einer Restaurierung in den Jahren 1999 bis 2000 wieder gänzlich sichtbar gemacht.
Aus dem 17. Jahrhundert stammt das Altarkruzifix. Die heute vorhandene Kanzel wurde 1822 während einer Umbaumaßnahme errichtet. Der zylinderförmige Taufstein mit Kelch stammt aus dem Jahr 1591 und ist mit einem Pflanzendekor versehen. Die Orgel ist ein Werk der Firma Rühlmann aus dem Jahr 1914 mit 11 Registern auf zwei Manualen und Pedal, das einer Restaurierung bedarf. Als Ersatz wird ein Harmonium verwendet.  Grabdenkmäler aus dem 18. Jahrhundert sowie ein originales Sühnekreuz aus dem Jahr 1560 sind an den Außenmauern der Kirche zu finden.
Zur Parochie Axien gehörten die Filialkirche Lebien und der damals eigenständige Ort Kähnitzsch.
Koordinaten: 51° 41′ 59″ N, 12° 53′ 16″ O